# Robiert Fatkullin
Robiert Railewicz Fatkullin (ros. Роберт Раилевич Фаткуллин, ur. 14 maja 1987 w Ufie) – rosyjski skoczek narciarski pochodzący z Baszkortostanu, reprezentant klubu Łokomotiw Ufa. Uczestnik zimowej uniwersjady (2007) i mistrzostw świata juniorów (2005). Indywidualny mistrz Rosji na skoczni dużej z 2007, wielokrotny medalista mistrzostw kraju.
Skoki narciarskie uprawiał również jego starszy brat, Ildar Fatkullin.

## Przebieg kariery
W oficjalnych zawodach międzynarodowych rozgrywanych pod egidą FIS zadebiutował w lipcu 2004 w Velenje, gdzie w Letnim Pucharze Kontynentalnym zajął 51. miejsce. Jedyne punkty zawodów tej rangi, w ramach zimowego cyklu, zdobył 16 stycznia 2005 w Sapporo, gdzie był 20. W marcu 2005 wziął udział w mistrzostwach świata juniorów – w konkursie indywidualnym zajął 22. lokatę (przegrał wówczas o punkt z Gregorem Schlierenzauerem i Tomem Hildem, a pokonał między innymi Severina Freunda), a drużynowo reprezentacja Rosji zajęła 13. lokatę.
Sezon 2004/2005 był jedynym, w którym Fatkullin startował regularnie w zawodach FIS. Później w oficjalnych zawodach międzynarodowych rozgrywanych pod egidą FIS wystąpił tylko raz – w styczniu 2007 w Pragelato wziął udział w zimowej uniwersjadzie, zajmując w rywalizacji indywidualnej lokaty w piątej dziesiątce (45. na skoczni normalnej i 42. na dużej). W 2008 oficjalnie zakończył karierę sportową.
Fatkullin jest medalistą mistrzostw Rosji – indywidualnie po oba medale sięgnął w 2007, gdy zdobył złoto na skoczni dużej i brąz na skoczni normalnej. Drużynowo zwyciężył w 2006 oraz był drugi w  2004, 2007 i 2008. Wielokrotnie stawał na podium Pucharu Rosji.

## Zimowa uniwersjada

### Indywidualnie
| 2007 Pragelato | – | 45. miejsce (skocznia normalna), 42. miejsce (skocznia duża) |

## Mistrzostwa świata juniorów

### Indywidualnie
| 2005 Rovaniemi | – | 22. miejsce |

### Drużynowo
| 2005 Rovaniemi | – | 13. miejsce |

## Puchar Kontynentalny

### Miejsca w klasyfikacji generalnej
| Sezon     | Miejsce |
| --------- | ------- |
| 2004/2005 | 131.    |

### Miejsca w poszczególnych konkursachPucharu Kontynentalnego
| Źródło                                                                        | Źródło    | Źródło | Źródło | Źródło    | Źródło    | Źródło       | Źródło    | Źródło    | Źródło  | Źródło  | Źródło  | Źródło  | Źródło  | Źródło  | Źródło        | Źródło        | Źródło  | Źródło  | Źródło    | Źródło    | Źródło     | Źródło     | Źródło | Źródło | Źródło        | Źródło        | Źródło    | Źródło    | Źródło   | Źródło | Źródło | Źródło | Źródło | Źródło | Źródło | Źródło | Źródło | Źródło | Źródło | Źródło | Źródło | Źródło | Źródło | Źródło | Źródło | Źródło | Źródło | Źródło | Źródło | Źródło | Źródło | Źródło | Źródło | Źródło | Źródło | Źródło | Źródło | Źródło | Źródło |
| ----------------------------------------------------------------------------- | --------- | ------ | ------ | --------- | --------- | ------------ | --------- | --------- | ------- | ------- | ------- | ------- | ------- | ------- | ------------- | ------------- | ------- | ------- | --------- | --------- | ---------- | ---------- | ------ | ------ | ------------- | ------------- | --------- | --------- | -------- | ------ | ------ | ------ | ------ | ------ | ------ | ------ | ------ | ------ | ------ | ------ | ------ | ------ | ------ | ------ | ------ | ------ | ------ | ------ | ------ | ------ | ------ | ------ | ------ | ------ | ------ | ------ | ------ | ------ | ------ |
| Sezon 2004/2005                                                               |           |        |        |           |           |              |           |           |         |         |         |         |         |         |               |               |         |         |           |           |            |            |        |        |               |               |           |           |          |        |        |        |        |        |        |        |        |        |        |        |        |        |        |        |        |        |        |        |        |        |        |        |        |        |        |        |        |        |        |
| Rovaniemi                                                                     | Rovaniemi | Lahti  | Lahti  | Harrachov | Harrachov | Sankt Moritz | Engelberg | Engelberg | Seefeld | Planica | Planica | Sapporo | Sapporo | Sapporo | Bischofshofen | Bischofshofen | Lauscha | Lauscha | Braunlage | Braunlage | Brotterode | Brotterode | Westby | Westby | Iron Mountain | Iron Mountain | Vikersund | Vikersund | Zakopane | punkty |        |        |        |        |        |        |        |        |        |        |        |        |        |        |        |        |        |        |        |        |        |        |        |        |        |        |        |        |        |
| -                                                                             | dq        | dq     | 44     | -         | -         | -            | -         | -         | -       | -       | 74      | 39      | 32      | 20      | -             | 51            | -       | -       | -         | -         | 51         | 53         | -      | -      | -             | -             | -         | -         | 65       | 11     |        |        |        |        |        |        |        |        |        |        |        |        |        |        |        |        |        |        |        |        |        |        |        |        |        |        |        |        |        |
| Legenda                                                                       |           |        |        |           |           |              |           |           |         |         |         |         |         |         |               |               |         |         |           |           |            |            |        |        |               |               |           |           |          |        |        |        |        |        |        |        |        |        |        |        |        |        |        |        |        |        |        |        |        |        |        |        |        |        |        |        |        |        |        |
| 1 2 3 4-10 11-30 poniżej 30 dq – dyskwalifikacja - – zawodnik nie wystartował |           |        |        |           |           |              |           |           |         |         |         |         |         |         |               |               |         |         |           |           |            |            |        |        |               |               |           |           |          |        |        |        |        |        |        |        |        |        |        |        |        |        |        |        |        |        |        |        |        |        |        |        |        |        |        |        |        |        |        |

## Letni Puchar Kontynentalny

### Miejsca w poszczególnych konkursachLetniego Pucharu Kontynentalnego
| Źródło                                                                        | Źródło  | Źródło     | Źródło     | Źródło | Źródło | Źródło      | Źródło      | Źródło | Źródło | Źródło | Źródło | Źródło | Źródło | Źródło | Źródło | Źródło | Źródło | Źródło | Źródło | Źródło | Źródło | Źródło | Źródło | Źródło | Źródło | Źródło |
| ----------------------------------------------------------------------------- | ------- | ---------- | ---------- | ------ | ------ | ----------- | ----------- | ------ | ------ | ------ | ------ | ------ | ------ | ------ | ------ | ------ | ------ | ------ | ------ | ------ | ------ | ------ | ------ | ------ | ------ | ------ |
| 2004                                                                          |         |            |            |        |        |             |             |        |        |        |        |        |        |        |        |        |        |        |        |        |        |        |        |        |        |        |
| Velenje                                                                       | Velenje | Oberstdorf | Oberstdorf | Ramsau | Ramsau | Lillehammer | Lillehammer | punkty |        |        |        |        |        |        |        |        |        |        |        |        |        |        |        |        |        |        |
| -                                                                             | 51      | -          | -          | -      | -      | -           | 51          | 0      |        |        |        |        |        |        |        |        |        |        |        |        |        |        |        |        |        |        |
| Legenda                                                                       |         |            |            |        |        |             |             |        |        |        |        |        |        |        |        |        |        |        |        |        |        |        |        |        |        |        |
| 1 2 3 4-10 11-30 poniżej 30 dq – dyskwalifikacja - − zawodnik nie wystartował |         |            |            |        |        |             |             |        |        |        |        |        |        |        |        |        |        |        |        |        |        |        |        |        |        |        |